# کارل میلدنبرگر
کارل میلدنبرگر (زاده ۲۳ نوامبر ۱۹۳۷- کایزرسلاوترن، آلمان) قهرمان بوکس حرفه‌ای سنگین وزن آلمانی است. او از سال ۱۹۶۴ تا ۱۹۶۸ قهرمان سنگین وزن اروپا بود و ۶ بار از عنوان خود دفاع کرد.
کارل میلدنبرگر برای عنوان قهرمانی سنگین وزن جهان با محمد علی کلی در سپتامبر سال ۱۹۶۶ مبارزه کرد.